# Kamendaka punctata
Kamendaka punctata är en insektsart som beskrevs av Van Stalle 1984. Kamendaka punctata ingår i släktet Kamendaka och familjen Derbidae. Inga underarter finns listade i Catalogue of Life.